# Éditions Faton
 (février 2009).
Si vous disposez d'ouvrages ou d'articles de référence ou si vous connaissez des sites web de qualité traitant du thème abordé ici, merci de compléter l'article en donnant les références utiles à sa vérifiabilité et en les liant à la section « Notes et références ».
Les éditions Faton est un groupe de presse français, fondé en 1964 à Dijon par Louis Faton (1924-2016).

## Les magazines et revues
Les Éditions Faton éditent plusieurs revues dans divers domaines.

### Art
- L'Objet d'Art
- Dossier de l'Art
- Le Petit Léonard
- Art et métiers du livre
- Art de l'enluminure

### Archéologie
- Archéologia
- Dossiers d'Archéologie
- Arkéo Junior

### Beaux-livres
- Poussin et la Grande Galerie du Louvre, 2025
- Cherboug et son patrimoine maritime, 2025
- Revue du musée de l'Armée n°2, 2024
- Elles. Les élèves de Jean-Jacques Henner, 2024

### Histoire
- Religions & Histoire
- Histoire antique & médiévale (Histoire antique jusqu'en avril 2009)[3]
- Histoire junior

### Jeunesse
- Arkéo Junior
- Le Petit Léonard
- Cosinus
- Virgule
- Citoyen Junior
- Histoire Junior

### Sport
- Sport et Vie

### Culture générale
- Clartés Grandes Signatures

paru d'avril 2008 à avril 2009.

### Mathématique
- Cosinus

### Français
- Virgule